# Жика Поповић (Шабац)
Месна заједница Жика Поповић познатија и као Живинарник је стамбено-пословна четврт Шапца, реновирана почетком века. Име је добила по професору Шабачке гимназије и културном раднику Живораду Жики Поповић.
Месна заједница Жика Поповић је једна од централних градских месних заједница у Шапцу. Налази се у југоисточном делу града, у крају популарно званом Живинарник, квадратног је облика и омеђена је великим правим улицама Стефана Првовенчаног, Краља Милутина, Војислава Илића и Проте Смиљанића. Једна је од већих градских месних заједница. Излази на болничку улицу, стадин ФК Мачве, Аутобуску станицу и обилазницу око града. Идеалног је положаја у оквиру Шапца. У њој се налазе:
- Скејтодром за младе поклонике скејтборда, на месту некадашњег саобраћајног полигона
- До скоро је у овом крају града био и Хард Рок Кафе, у коме су редовно правили концерте сви водећи састави из земље и окружења.
- Неколико великих супермаркета
- Велики "Пежоов“ ауто продајни салон
- Градско предузеће „Топлана"
- Неколико уређених и осветљених паркова са артешком водом
- Дневни боравак за децу, реновиран недавно, и тако значајно модернизвоан.
- Основна школа „Јеврем Обреновић“, једна од најмодернијих у Србији са спортском халом и теренима
- Велика живинска пијаца Живинарник и тржни центар око ње, која је управо реновирана, модернизована, и сасвим по угледу на нову пијацу „Зелени венац“ у Београду.
- Централна скупштина МЗ, биоскоп и зграда управе јединице самоуправе
- већи број приватних предузећа и компанија, продавница, бутика, радњи и слично.
- На Живинарнику живи и ради позната Панк Рок група "Скепса", која је иначе делове Живинарника помињала у неким својим песмама, на албуму „Избеглице из бесмисла"

Постоје планови да се у овој месној заједници сазида и црква, као и да се активира више локација за нове културно-пословне садржаје. Преласком Шапца из статуса Општине у статус Града, Претпоставља се да ће Живинарник бити центар једне од новооснованих градских Општина.